# Muzeum Polskiej Techniki Wojskowej
Muzeum Polskiej Techniki Wojskowej – oddział Muzeum Wojska Polskiego, mieszczący się w forcie IX Czerniaków w Warszawie przy ul. Powsińskiej 13, w dzielnicy Mokotów.

## Opis muzeum
Muzeum zostało usytuowane w części XIX-wiecznego rosyjskiego fortu IX Twierdzy Warszawa, przedzielonego ulicą Powsińską na 2 części – większą, obecnie muzeum, i mniejszą – park. Na początku lat 90. XX w. wraz z pozbywaniem się z jednostek przestarzałego sprzętu wojskowego Muzeum Wojska Polskiego utworzyło tu magazyn, pod koniec lat 90. otwarte jako ekspozycja plenerowa i filia muzeum.
W forcie tym mieszczą się wystawy stałe:
- Polska broń pancerna 1918–1945 – ponad 200 pamiątek po polskich siłach pancernych, z uwzględnieniem okresu lat 1918–1939, jednostek Polskich Sił Zbrojnych w latach 1939–1945, oddziałów pancernych Armii Krajowej i jednostek pancernych ludowego Wojska Polskiego na froncie wschodnim 1943–1945
- Polskie lotnictwo wojskowe 1917–2000 – ponad 300 obiektów z uwzględnieniem początków wojskowego lotnictwa polskiego w latach 1917–1920, lotników polskich w wojnie obronnej we wrześniu 1939 roku, Polskie Siły Powietrzne na Zachodzie 1939-45, na froncie wschodnim 1943-45, lotnictwo od 1945 roku do dziś oraz udział Polaków w podboju kosmosu
- Polskie duszpasterstwo wojskowe – pierwsza w Polsce stała wystawa pokazująca ostatnie 400 lat historii tej służby
- Historia i tradycje Fortu IX Czerniakowskiego – od jego budowy w 1883 roku do dziś, ze szczególnym uwzględnieniem kampanii wrześniowej 1939 i powstania warszawskiego 1944 r.
- Ekspozycja plenerowa:
  - Polska Broń Pancerna – broń pancerna, artyleria, sprzęt kwatermistrzowski, nie tylko polska
  - Sprzęt wojsk lotniczych i obrony powietrznej – broń rakietowa, przeciwlotnicza, samoloty, sprzęt radiolokacyjny i łączności.

W związku z tym, że muzeum posiada dużo większy teren niż główna siedziba w Al. Jerozolimskich, magazynowane są tu także obiekty przed remontem. Wiele z eksponatów jest tu remontowanych i planowane jest stopniowe przywracanie ich do stanu sprawności technicznej. Niektóre z eksponatów czasowo eksponowane są przed główną siedzibą muzeum Wojska Polskiego.
Od kilku lat odbywają się tu festyny z udziałem historycznych grup rekonstrukcyjnych.

## Eksponaty

### Czołgi

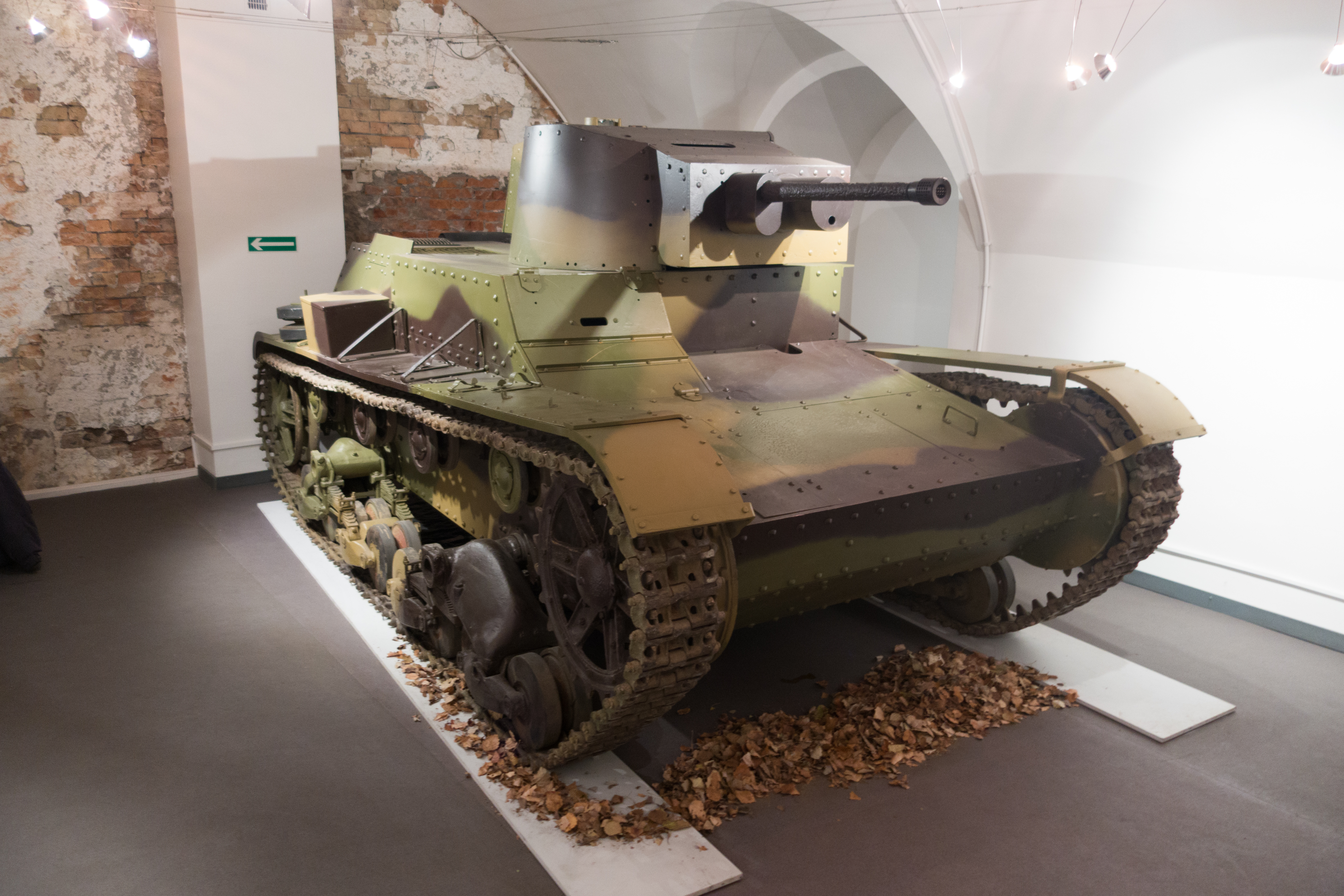
Czołg 7TP (replika)

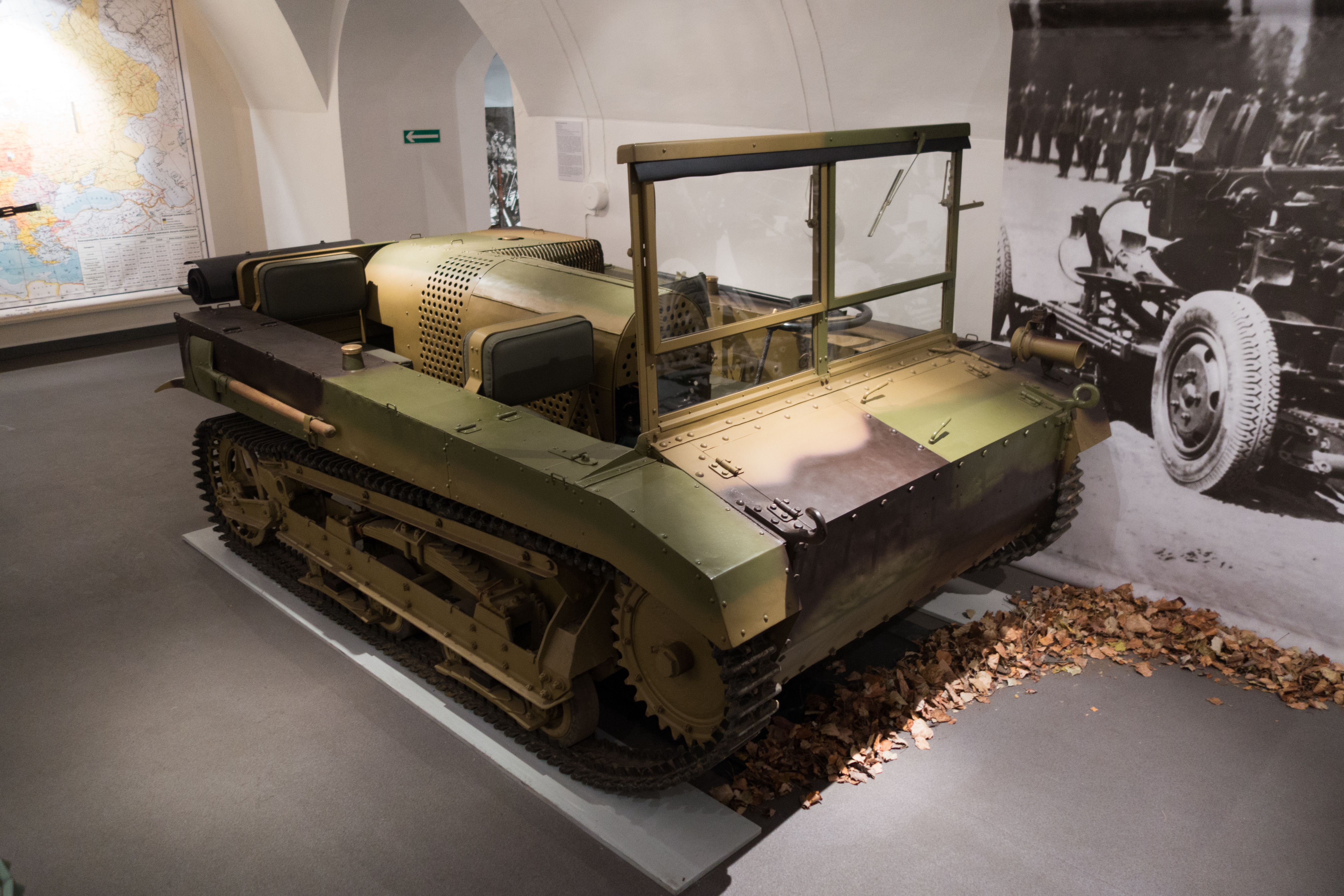
Ciągnik artyleryjski C2P

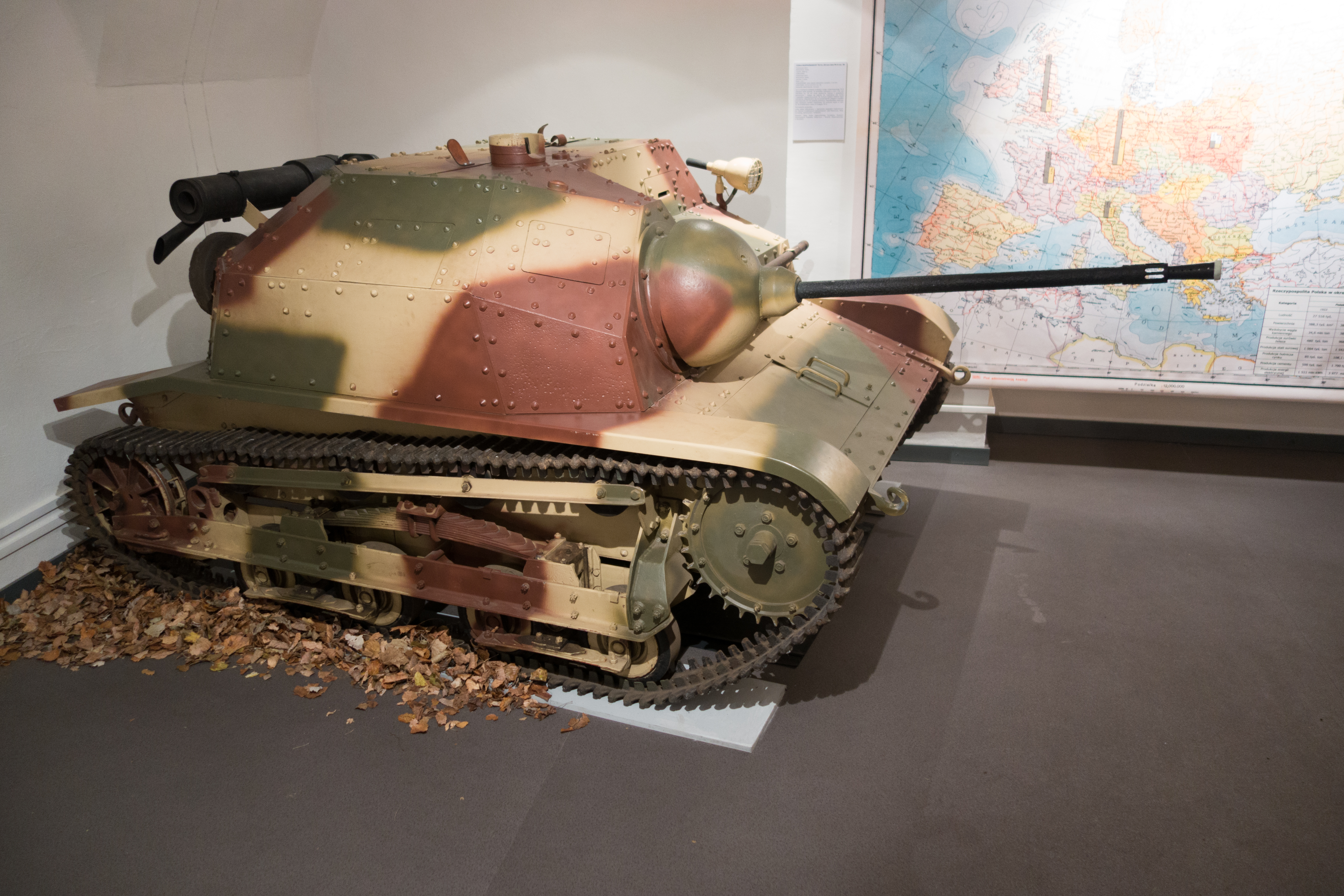
Tankietka TKS-NKM

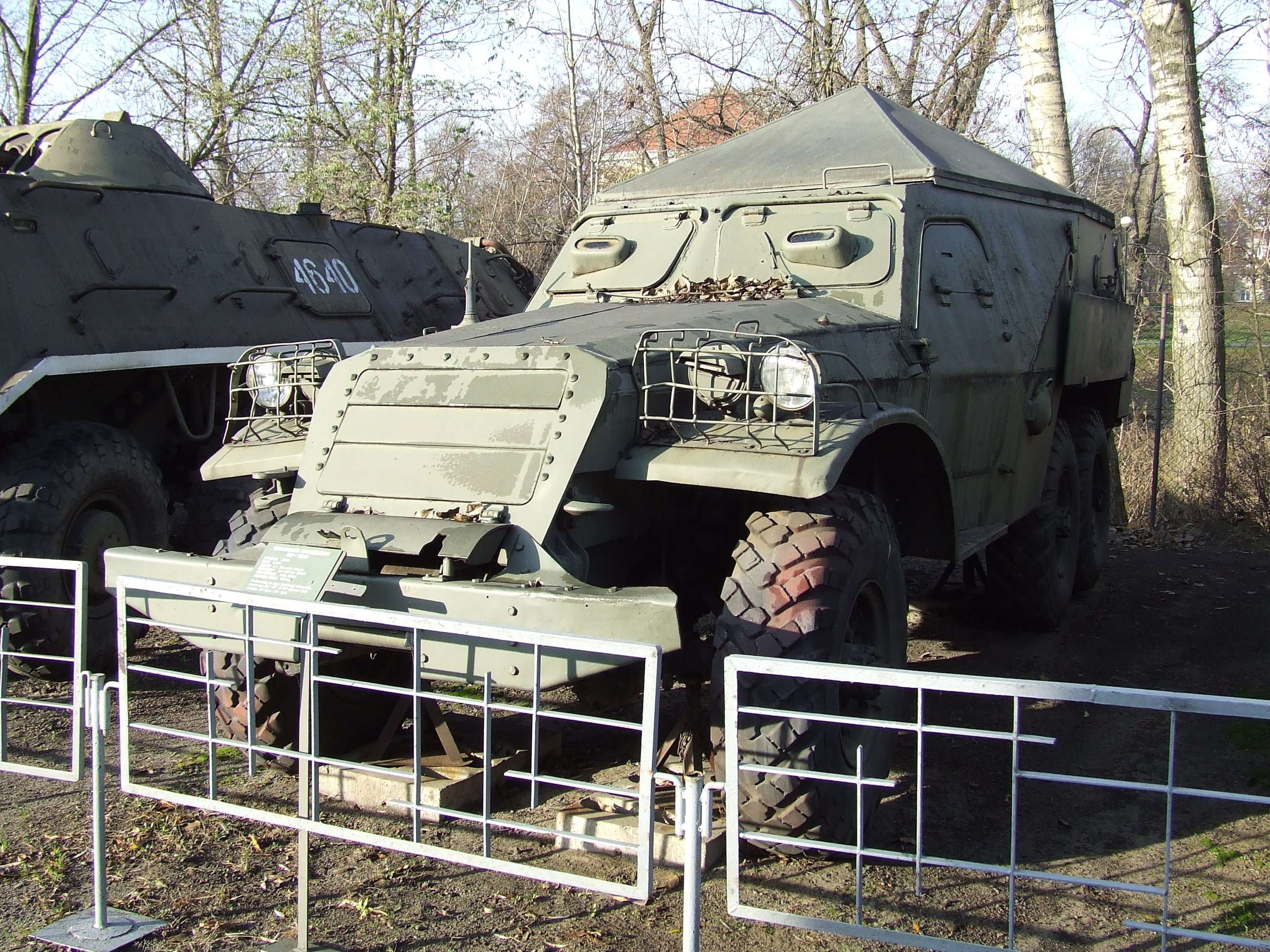
BTR-152W

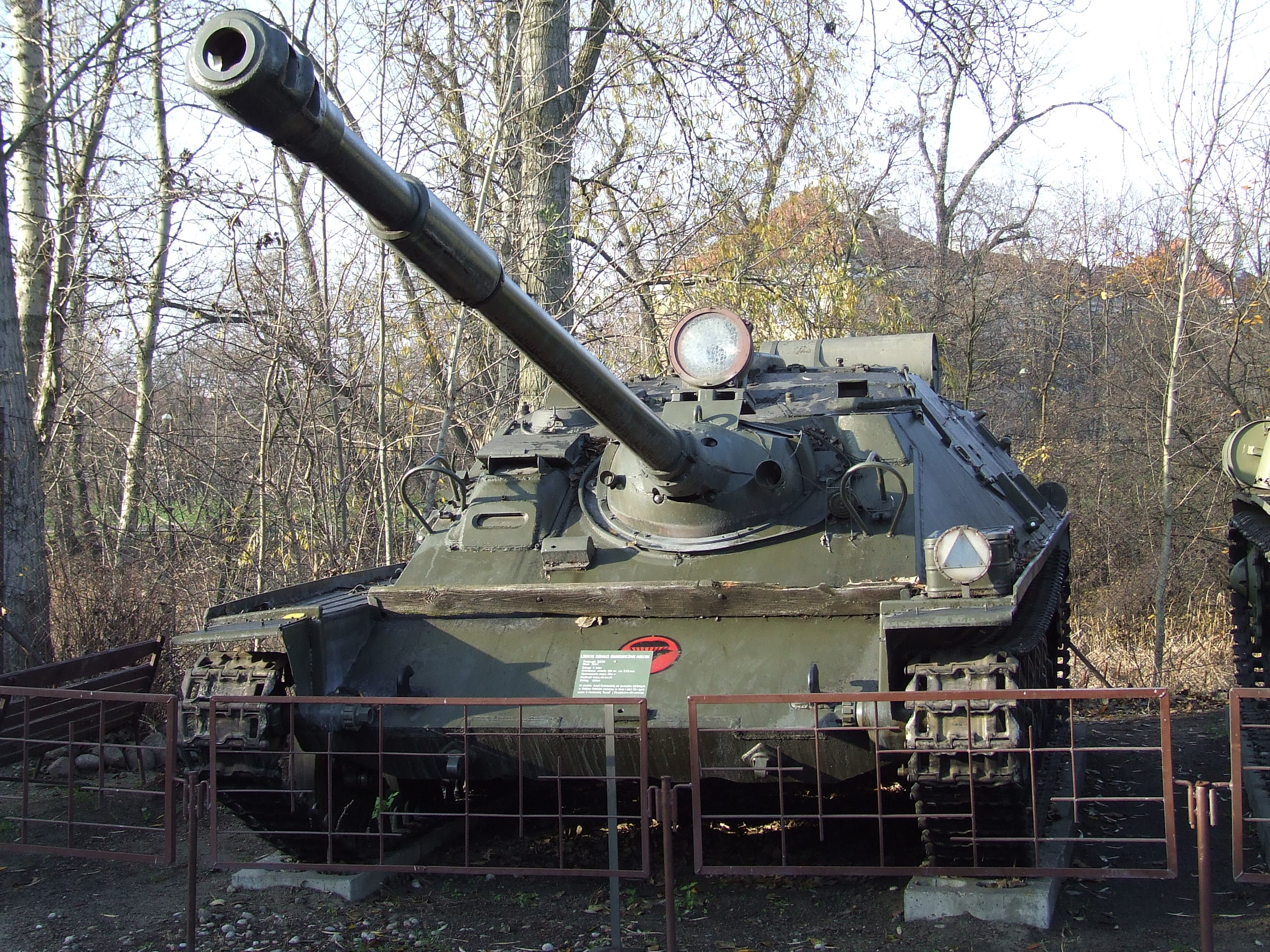
ASU-85

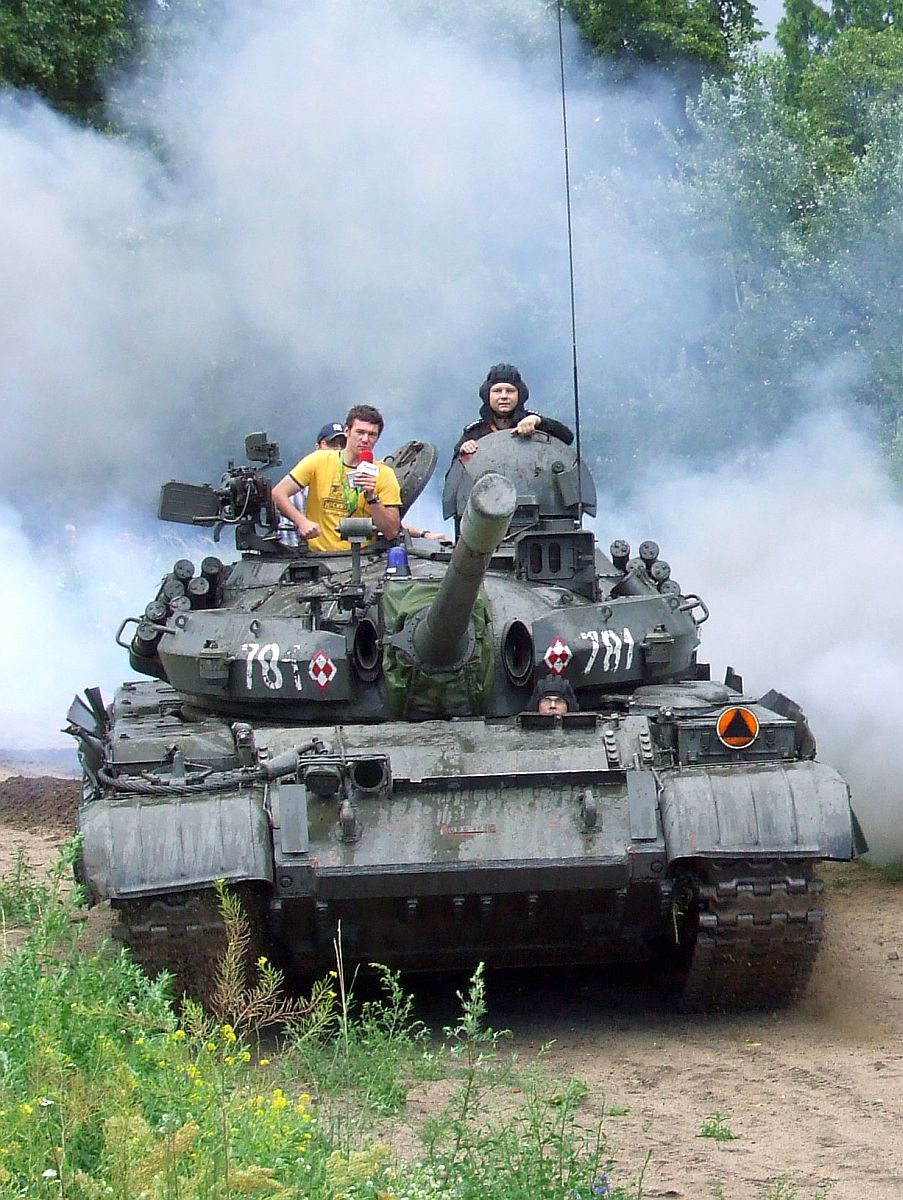
T-55AM Merida w czasie jednego z festynów

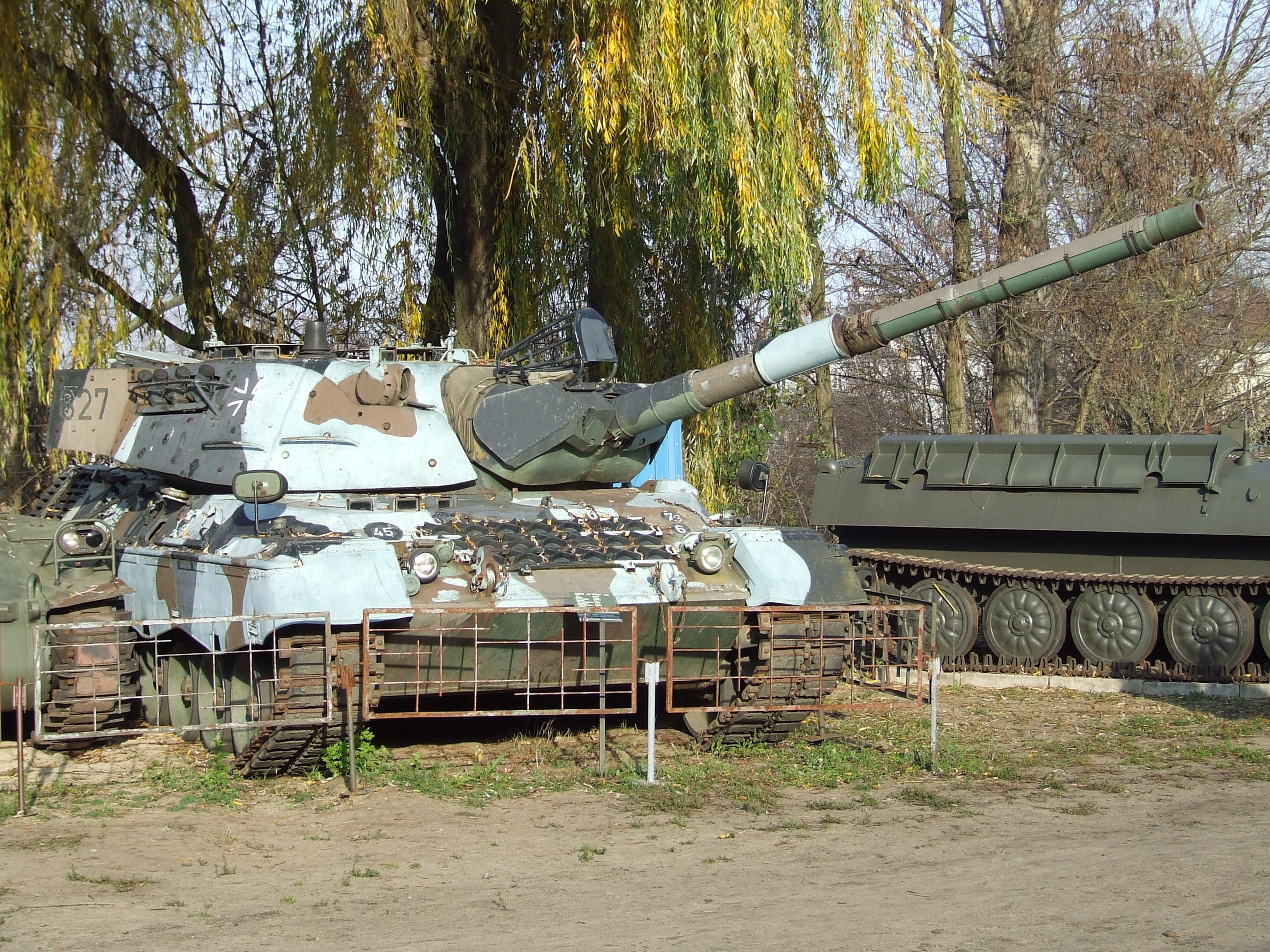
Leopard 1 A4

- T-34 model 1942,  ZSRR
- T-34/85,  ZSRR
- T-34/85,  Polska
- T-55U,  Polska
- T-55AM,  Polska
- T-55AM WOŁNA,  ZSRR
- T-72,  ZSRR
- IS-2m,  ZSRR
- IS-3,  ZSRR
- PT-76,  ZSRR
- fragmenty czołgu 7TP,  Polska
- kadłub czołgu T-18,  ZSRR

### Działa pancerne

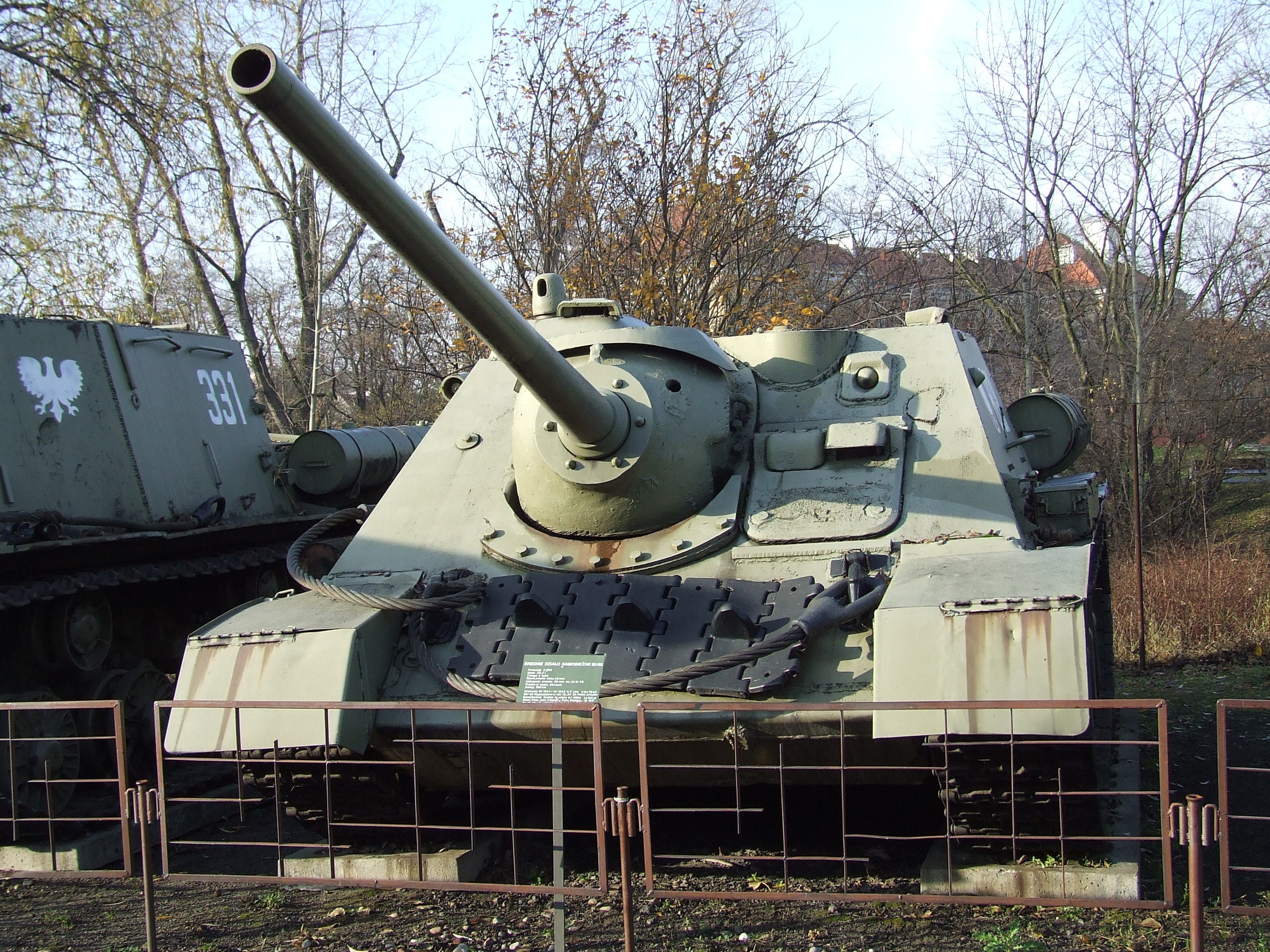
SU-85

- ISU-152,  ZSRR
- ISU-122,  ZSRR
- SU-85,  ZSRR
- SU-76,  ZSRR
- ASU-85,  ZSRR

### Inne pojazdy pancerne

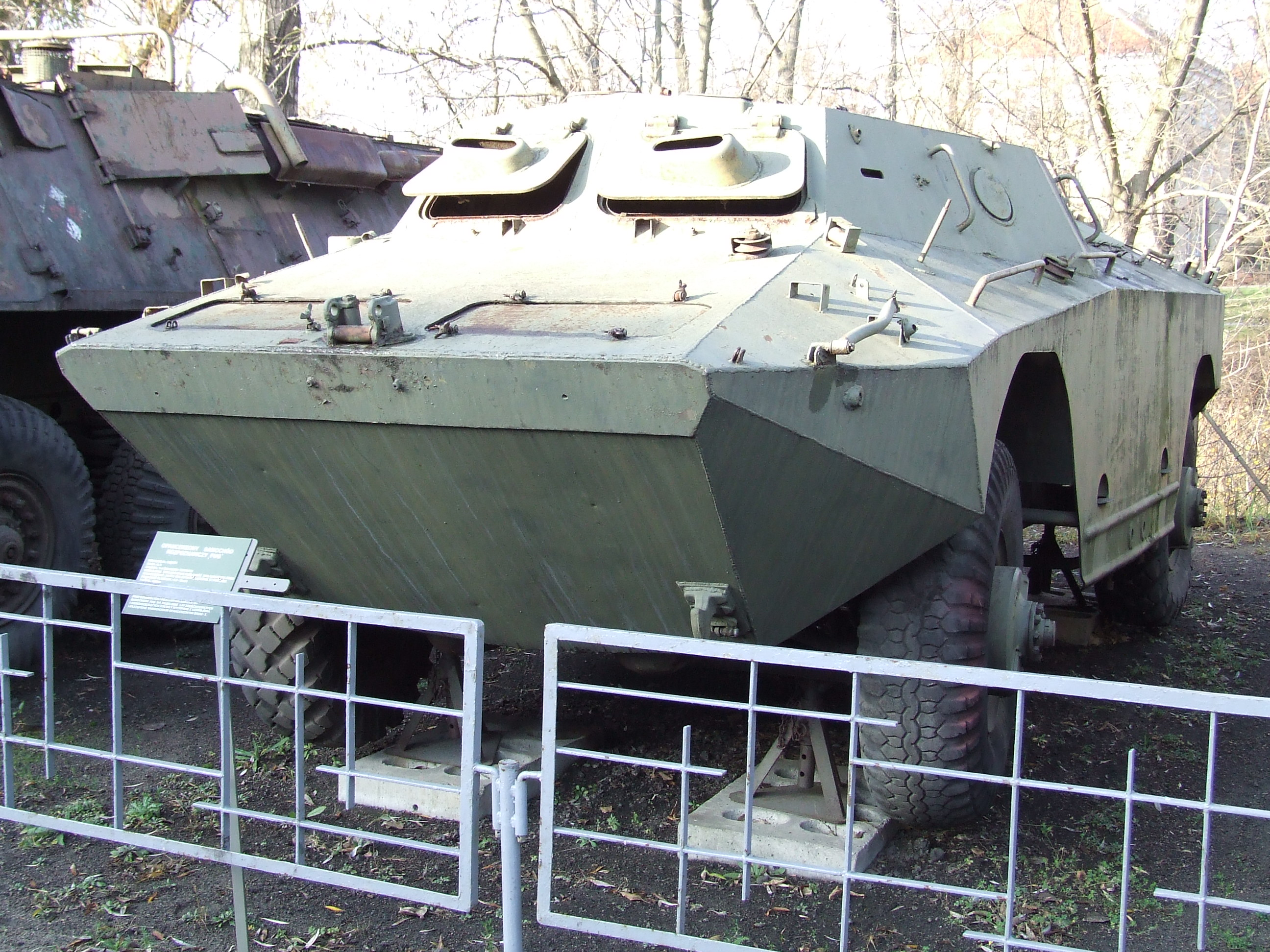
FUG

- zrekonstruowana tankietka TKS,  Polska
- Universal Carrier, model T-16,  Stany Zjednoczone
- Humber Scout Car,  Wielka Brytania
- BRDM,  ZSRR
- BRDM-2,  ZSRR
- BTR-40,  ZSRR
- BTR-60,  ZSRR
- BTR-152,  ZSRR
- BTR-152W,  ZSRR
- TOPAS,  Czechosłowacja
- TOPAS-2AP,  Czechosłowacja/ Polska
- FUG,  Węgry
- SKOT,  Polska
- SKOT-2A,  Polska
- SKOT-R3, wóz dowodzenia,  Polska
- SKOT-R6, wóz dowodzenia,  Polska
- SKOT-2 wersja zaporowa,  Polska
- wóz dowodzenia R-5 (na podwoziu BRDM-2),  ZSRR
- MT-LB,  ZSRR
- BWP,  ZSRR

### Samoloty i śmigłowce
- MiG-15,  ZSRR
- Lim-2 (MiG-15 bis),  Polska
- Lim-5 (MiG-17F),  Polska
- Lim-6 bis,  Polska
- SBLim-2A,  Polska
- MiG-23MF,  ZSRR
- MiG-21MS,  ZSRR
- MiG-21PS,  ZSRR
- MiG-21US,  ZSRR
- MiG-21SPS,  ZSRR
- MiG-21UM,  ZSRR
- Su-20,  ZSRR
- Su-7BM,  ZSRR
- Su-7BKŁ,  ZSRR
- Su-7U,  ZSRR
- Ił-28,  ZSRR
- PZL Mi-2R,  ZSRR
- PZL Mi-2T,  ZSRR
- PZL Mi-2URN,  ZSRR
- fragmenty samolotu B-17,  Stany Zjednoczone
- fragmenty samolotu B-24,  Stany Zjednoczone
- An-2,  ZSRR
- Jak-23,  ZSRR
- TS-8 Bies nr seryjny 1E0409

### Stacje radiolokacyjne
- Stacja radiolokacyjna pomiaru wysokości "Zofia"
- Stacja radiolokacyjna pomiaru wysokości "Zofia-4"
- Stacja radiolokacyjna "Bożena" (RW-31)
- Stacja radiolokacyjna wykrywania i naprowadzania "Agata"
- RPK-1N radiolokator artyleryjski na podwoziu Ural-375D (1RL35)
- RSP-7T radiolokator lotniczy na podwoziu Ził-131
- P-19-1
- Zestaw radiolokacyjny wykrywania i naprowadzania "Karolina"

### Artyleria
- ZSU-23-4,  ZSRR
- ZSU-57-2,  ZSRR
- M107 SPG,  Stany Zjednoczone
- 76,2 mm pułkowa,  ZSRR

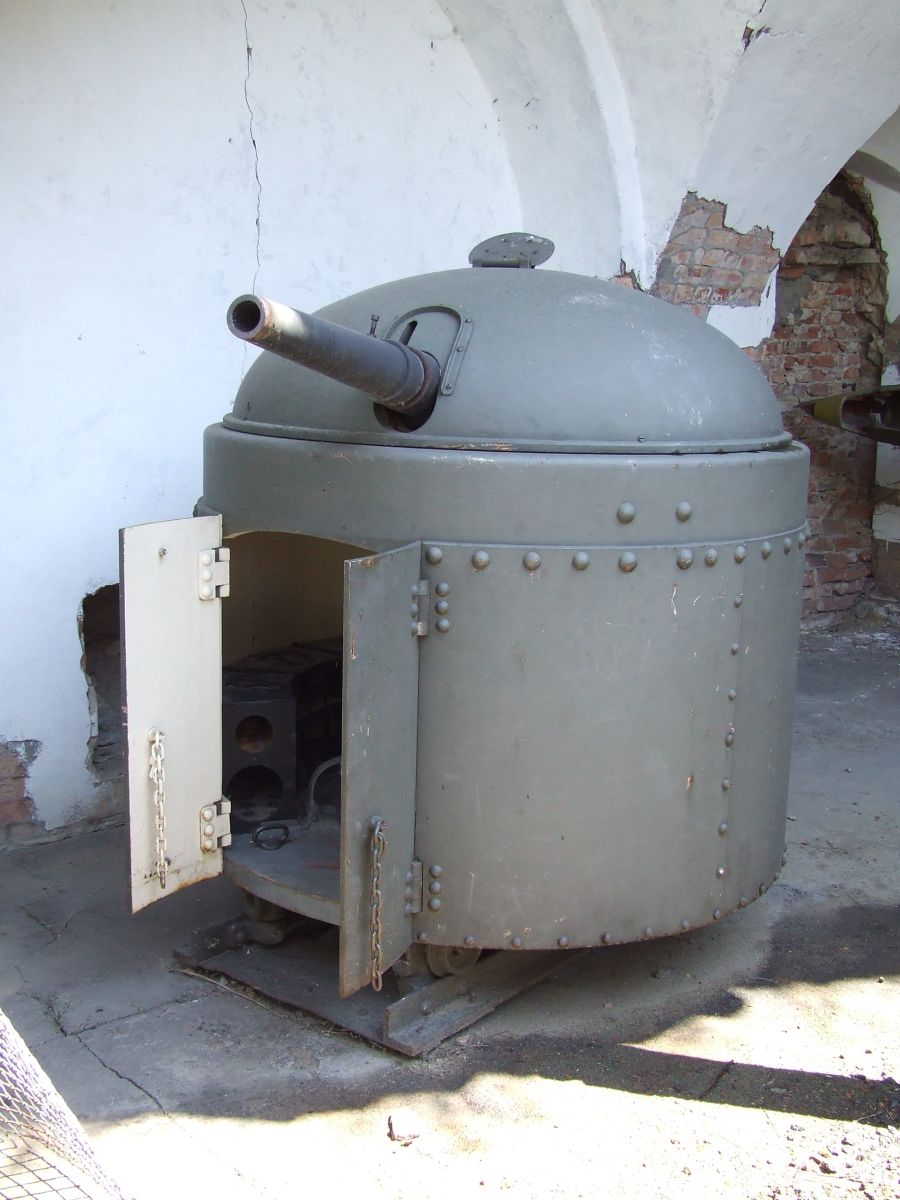
Niemiecki Fahrpanzer

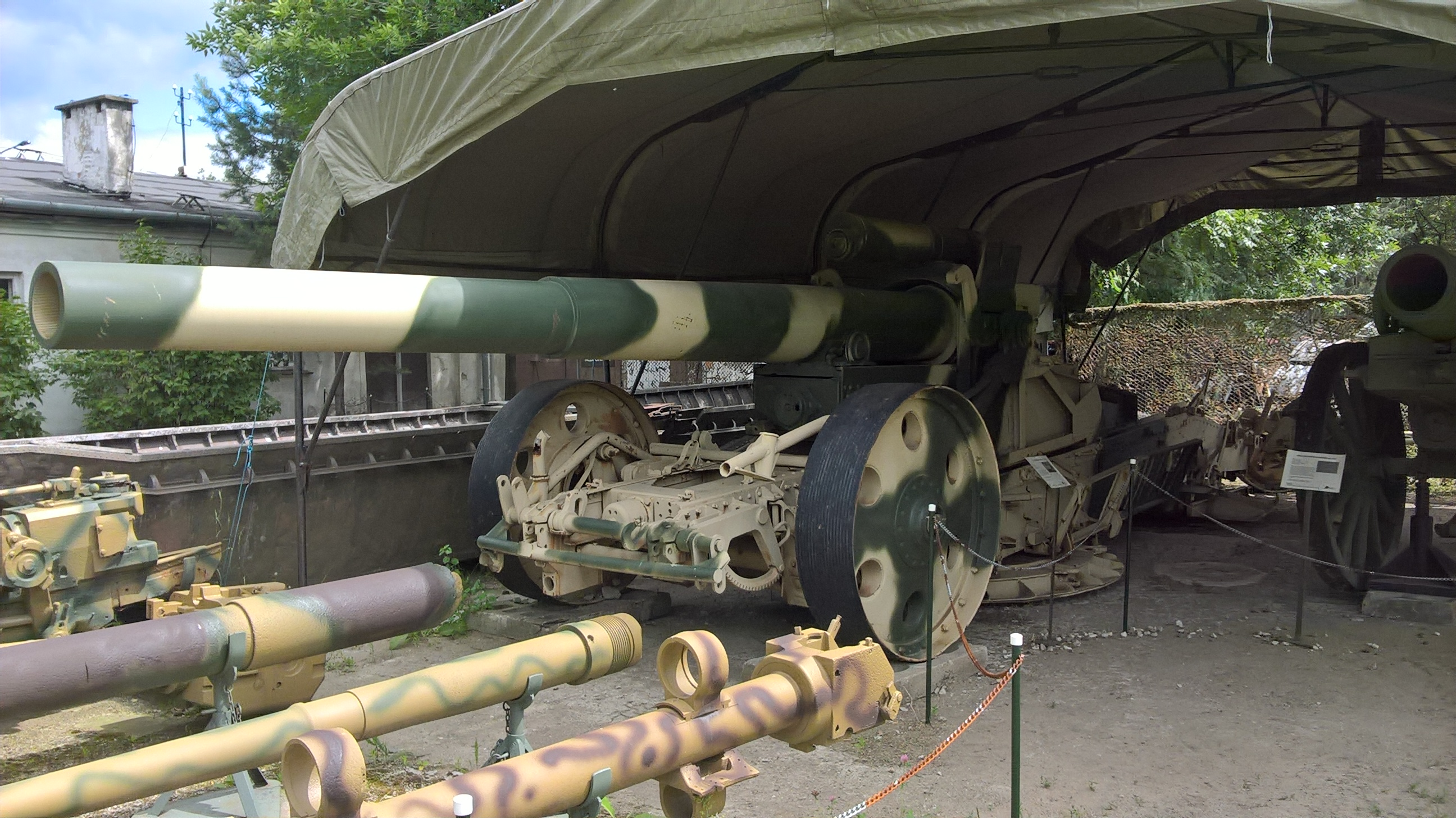
Niemiecka haubica holowana 21 cm Mörser 18

- 76 mm armata dywizyjna wz. 1942 (ZiS-3),  ZSRR
- 85 mm armata przeciwpancerna D-44,  ZSRR
- 100 mm armata polowa wz. 1944 (BS-3),  ZSRR
- 122 mm haubica wz. 1938 (M-30),  ZSRR
- 152 mm haubicoarmata wz. 1937 (MŁ-20),  ZSRR
- 152 mm haubica wz. 1943 (D-1),  ZSRR
- 45 mm armata przeciwpancerna wz. 1937 (53-K),  ZSRR
- 45 mm armata przeciwpancerna wz. 1942 (M-42),  ZSRR
- 57 mm ppanc. ZiS-2,  ZSRR
- poczwórnie sprzężony wkm 14,5 mm plot.,  ZSRR
- podwójnie sprzężony wkm 14,5 mm plot.,  ZSRR
- 37 mm plot.,  ZSRR
- 57 mm plot. S-60,  ZSRR
- 85 mm armata przeciwlotnicza wz. 1939 (52-K),  ZSRR
- 100 mm plot.,  ZSRR
- 76,2 mm forteczne,  ZSRR
- wyrzutnia rakietowa BM-13 Katiusza,  ZSRR
- samobieżna BM-14 16-prowadnicowa wyrzutnia rakietowa,  ZSRR
- samobieżna BM-21 40-prowadnicowa wyrzutnia rakietowa,  ZSRR
- wyrzutnia rakiet taktycznych,  ZSRR
- moździerz 120 mm,  ZSRR
- moździerz 160 mm wz. 1943,  ZSRR
- 37 mm ppanc. wz. 36 (lufa z zamkiem),  Polska
- armata forteczna,  Szwecja
- 122 mm haubica wz. 1909/37,  ZSRR
- 279,4 mm moździerz oblężniczy Schneider wz. 1914,  Rosja
- 23 mm działko lotnicze NS-23,  ZSRR

### Wyrzutnie rakiet przeciwlotniczych
- S-75M Dźwina (SA-2),  ZSRR
- S-125 Newa (SA-3),  ZSRR

### Inne

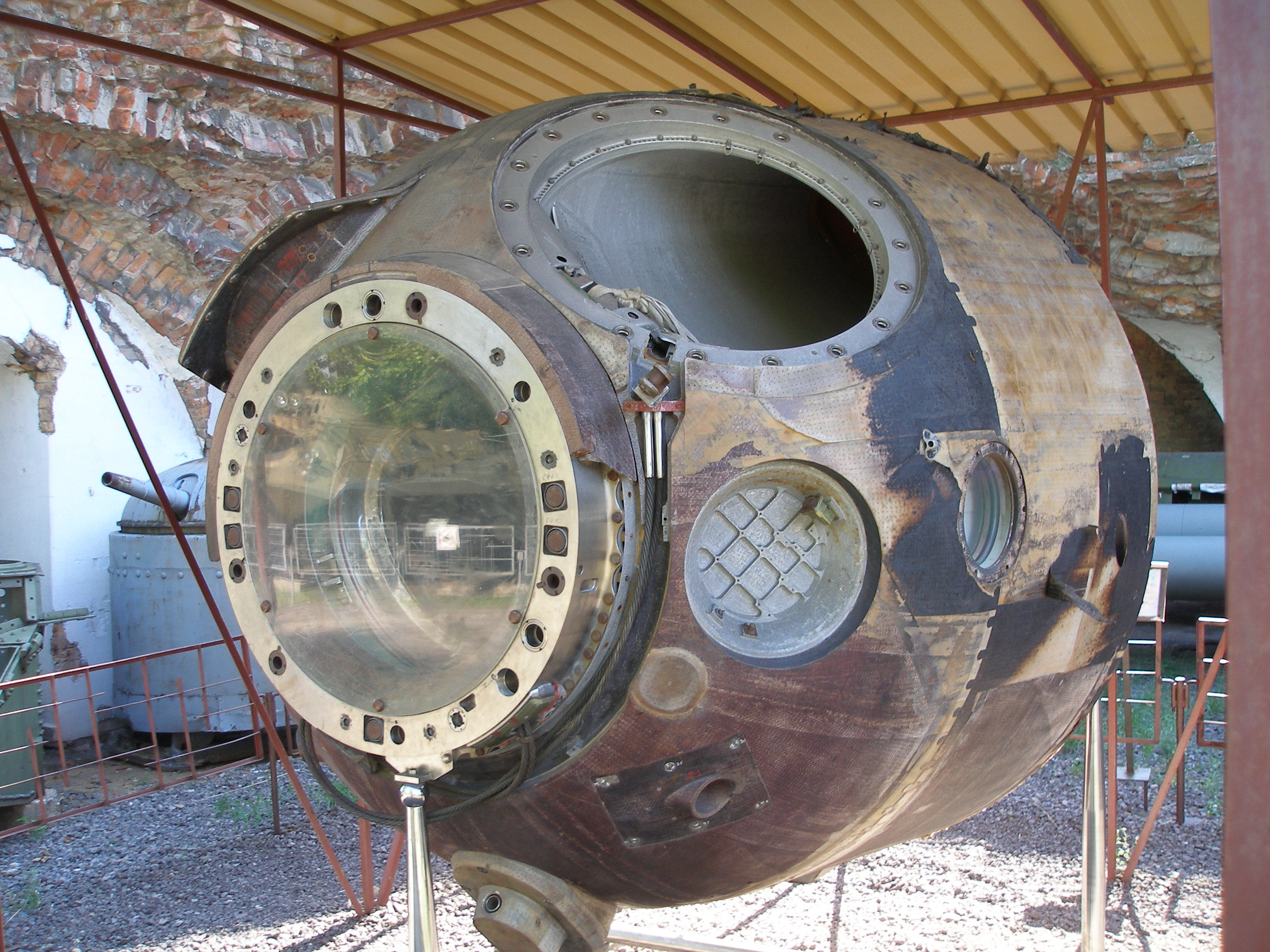
Lądownik Sojuz 30 (obecnie na terenie MWP w Al. Jerozolimskich)

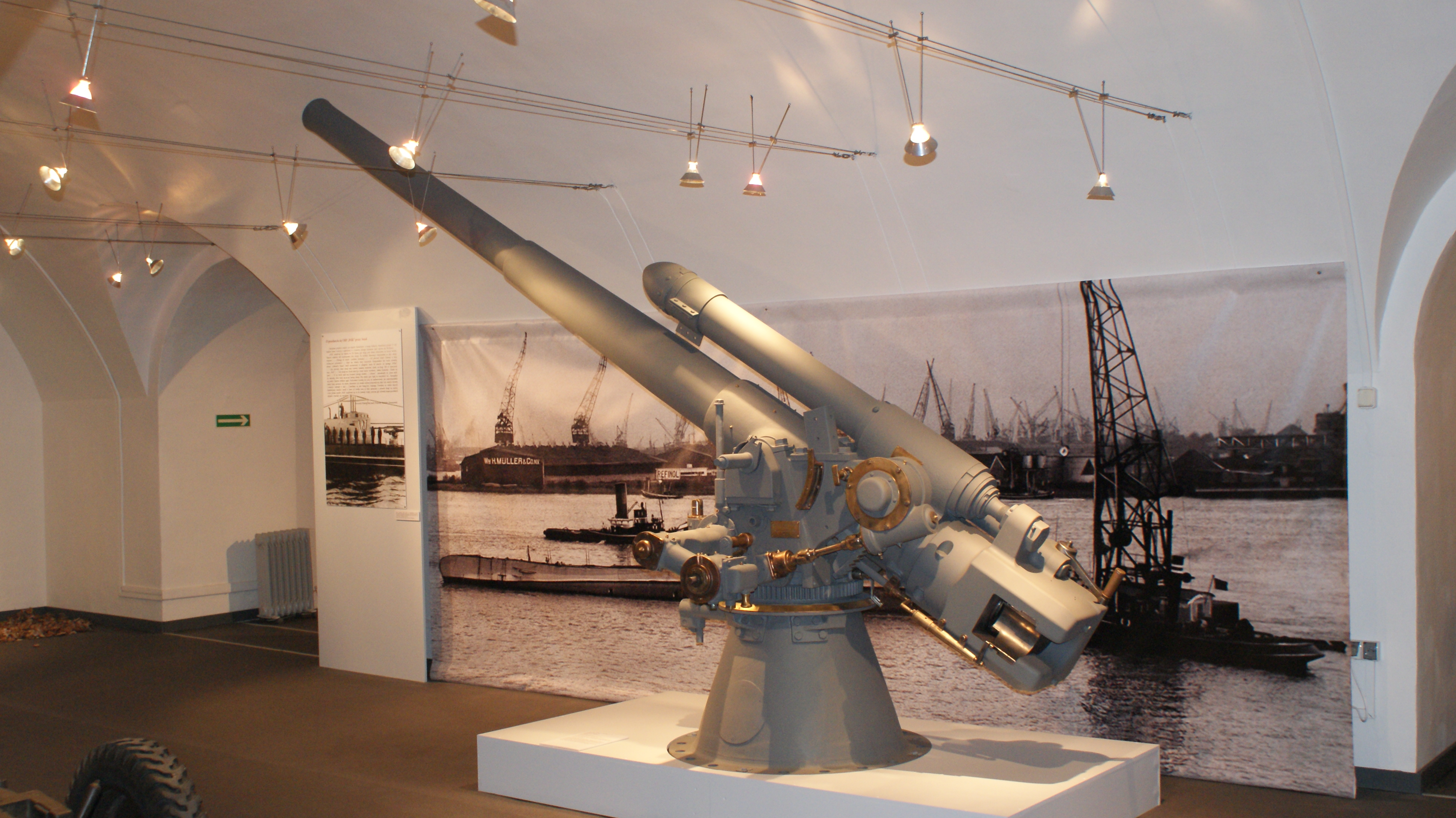
Armata z ORP Sęp

- radiostacje wojskowe na różnych samochodach (R-405Z, R-102, R-118BMZ, RWŁ 1M, R-804)
- reflektor lotniskowy APM-90M
- aparatownie ARO-KU5 i AŁD-3
- radiolatarnia PAR-8SS
- stacje kontrolne KRAS-1R7m, PSŁ-1M
- stacja kontrolno-remontowa KIPS W-75M i WRL-60
- artyleryjska stacja meteorologiczna ARMS i ARMS-1
- ciągnik Mazur D-350
- centrala telefoniczna CTuD-30
- bomba PUW 300 kg
- bomba ppanc. PTAB-25-15
- bomba odłamkowa AO-25
- pocisk rakietowy RS-82
- pocisk rakietowy RS-132
- zasobnik zrzutowy typu C
- 105 mm armata z okrętu podwodnego ORP "Sęp"
- stanowisko opancerzonego fortecznego karabinu krzywolufowego KGSM /Buk/
- liczna broń piechoty
- kolekcja modeli lotniczych i broni pancernej
- i wiele innych.